# Mark Lutz
 (décembre 2016).
Si vous disposez d'ouvrages ou d'articles de référence ou si vous connaissez des sites web de qualité traitant du thème abordé ici, merci de compléter l'article en donnant les références utiles à sa vérifiabilité et en les liant à la section « Notes et références ».
Marc Lutz (de son vrai nom Mark Douglas Lutz) est un acteur né le 14 février 1970 à Montréal. Il est surtout connu pour avoir tenu le rôle du Groosalugg dans la série Angel.

## Biographie
Mark Lutz est né à Montréal au Québec. À l'âge de 13 ans, il est parti vivre à Hong Kong. Il y vivra 5 ans et n'a pas fini le collège. Il est ami avec l'actrice Clare Kramer qui a tenu le rôle de Gloria dans la série Buffy contre les vampires.

## Filmographie
- 1995 : Les Frères Hardy : Chet Morton
- 1999 : Dick, les coulisses de la présidence : Agent Daniels
- 2001 : S.O.S. Vol 534 (Rough Air: Danger on Flight 534) (TV) : Ty Conner
- 2001-2002 : Angel (série télévisée, 9 épisodes) : Groosalugg
- 2001 à 2002 à la télévision :  Doc série tv saison 2 épisode 15-Retour de flammes (My Boyfriend's Back) : Rôle- ancien petit-ami de Nancy, en vedette: Billy Ray Cyrus et Tyler Posey de  Teen Wolf
- 2001 : Queer as Folk (série télévisée, 2000), saison 1 épisode 11 : Steve, le médecin du centre de dépistage
- 2001 : Friends, saison 8 episode 17  (TV) : le petit ami de Mona
- 2008 : Un cœur d'athlète de Jerry Ciccoritti (TV) : Victor
- 2010 : Ghost Whisperer (série télévisée, 8 épisodes) : James Tyler
- 2012 : Flashpoint (série télévisée, 2 épisodes) : Ronnie Birch
- 2014 : Une nouvelle vie pour noël : Sean Tucker
- 2015 : Asteroid impact (Meteor Assault) de Jason Bourque : Steve Thomas